# First Republic Bank
El First Republic és un banc amb seu a San Francisco fundat el 1985. El 2023 tenia 7.200 treballadors sent la 14a entitat en actius dels Estats Units, amb 213.000 milions de dòlars. El mateix any l'empresa va reconèixer que tenia problemes de liquiditat davant de la sortida de dipòsits que estava patint i va tenir la tercera taxa més alta de dipòsits no assegurats entre els bancs dels EUA, darrere de Silicon Valley Bank (SVB) i Signature Bank, bancs que van haver de ser tancats i intervinguts per assegurar els dipòsits als seus clients.